# Vederlax kyrka

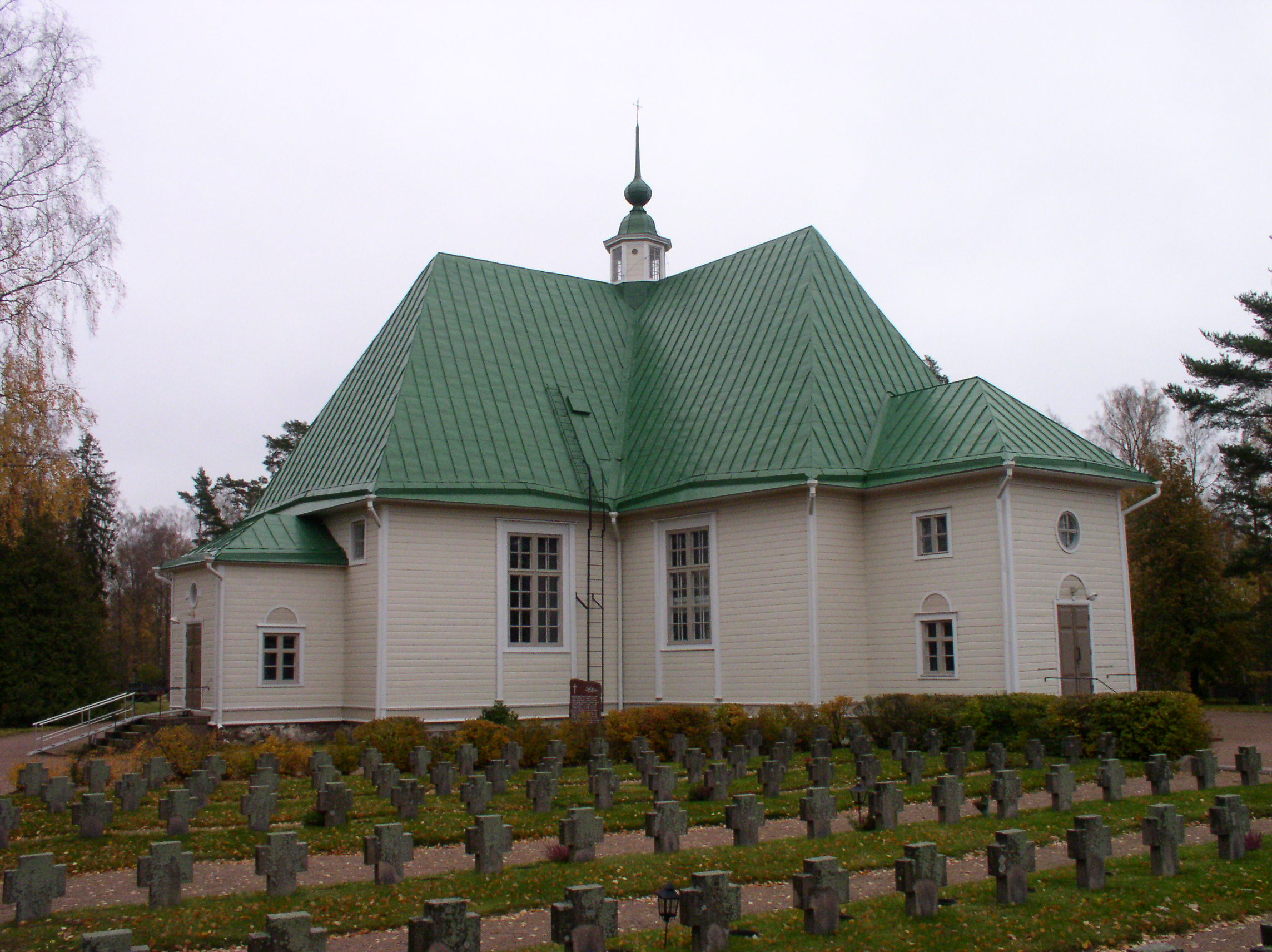
Vederlax kyrka

Vederlax kyrka är en kyrkobyggnad i den finländska kommunen Vederlax i landskapet Kymmenedalen. Vederlax kyrksocken torde ha bildats i mitten av 1300-talet även om den nämns först år 1370. Som handelsplats nämns Vederlax redan 1336.

## Kyrkobyggnaden
Kyrkan är en korskyrka och byggdes mellan åren 1765 och 1768. Den nuvarande klockstapeln stod färdig 1958. Den gamla klockstapeln från 1778 förstördes 1957 av en eldsvåda när blixten slog ned.
Predikstolens dekorationer är från 1939, altartavlan är från 1914 och glasmålningarna är från 1964.
Väster om kyrkan finns en gammal sakristia uppförd i sten under första hälften av 1500-talet.  

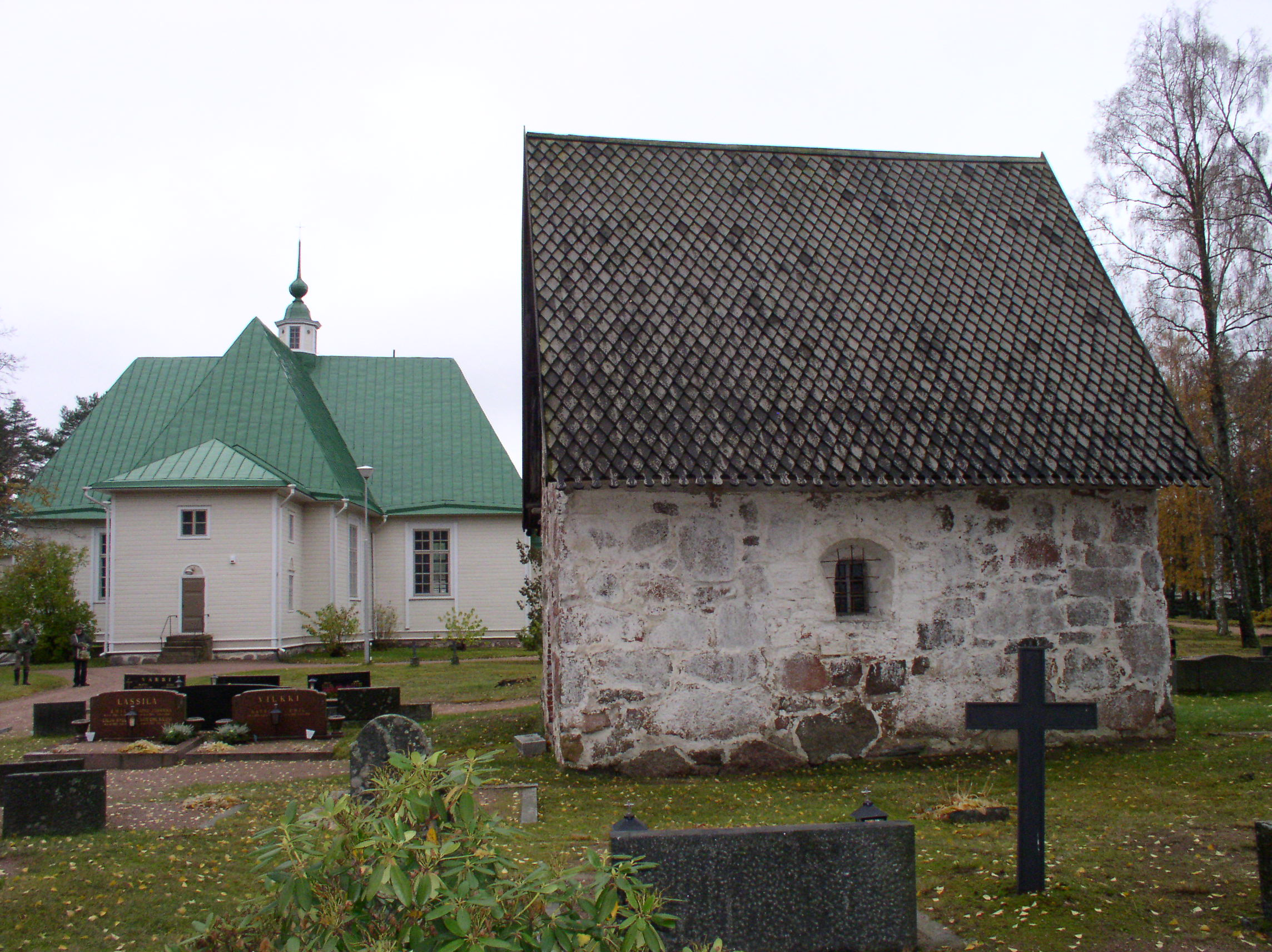
Sakristian från öst med kyrkan i bakgrunden.